# Streymnes
Streymnes [ˈstɹɛmneːs] (dänisch: Strømnæs) ist ein Ort der Färöer an der Ostküste der Insel Streymoy.
Der Ort liegt im Saksunardalur und ist mit Saksun am anderen Ende die einzige Ansiedlung in diesem Tal. Erstmals geschichtlich erwähnt wird der Ort im Jahr 1584. Streymnes gehörte bis zum 31. Dezember 2004 zur inzwischen aufgelösten Kommune Hvalvík, dem direkt südlich angrenzenden Ort am selben Küstenabschnitt entlang des Sundes zwischen Streymoy und Eysturoy.
In Gjánoyri bei Streymnes bauten Norweger 1893 eine Walfangstation, die 1927 ihren Betrieb wieder einstellte.
In Streymnes befindet sich das Fußballstadion des EB/Streymur.

## Einzelnachweise

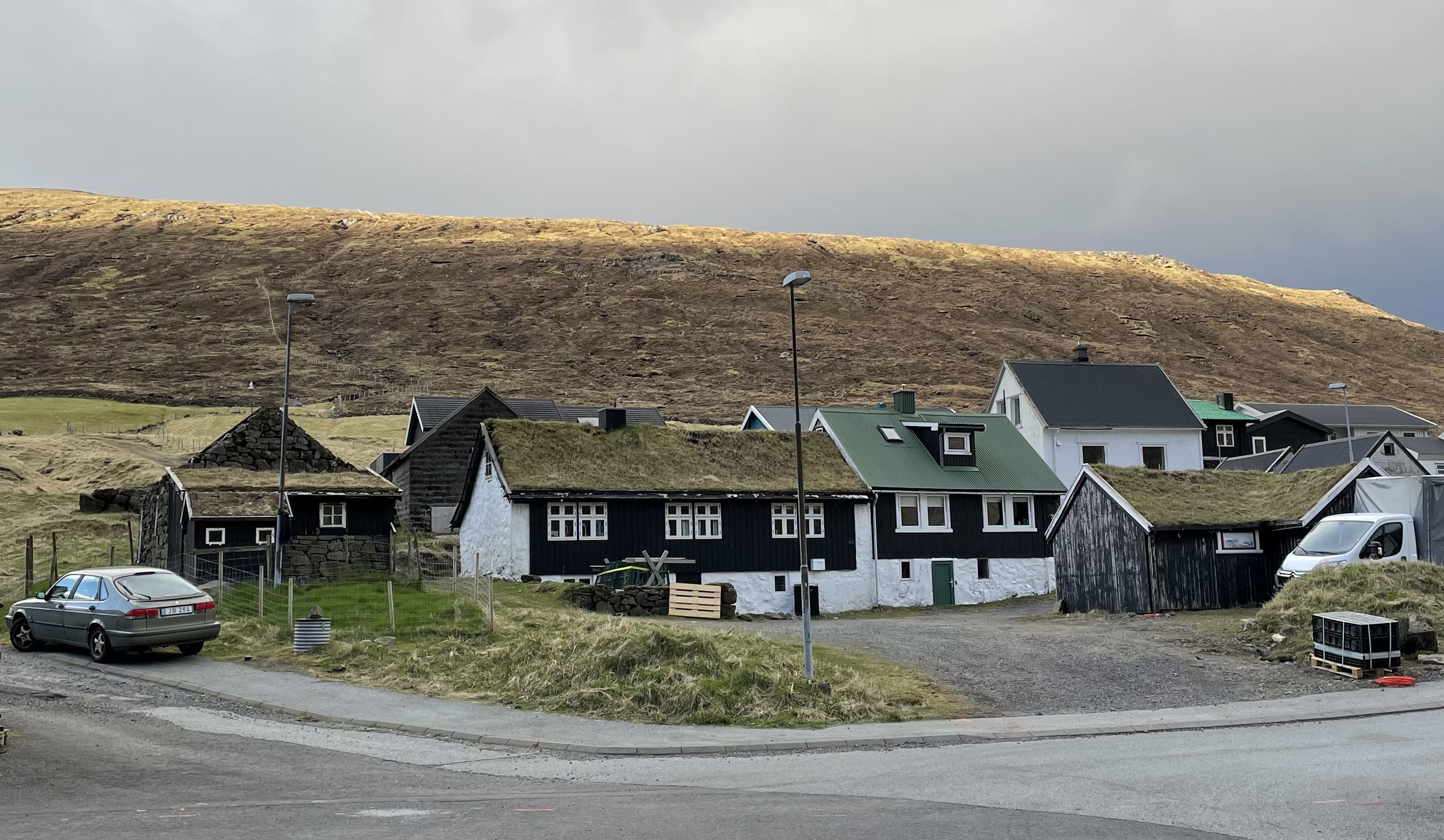
Der alte Teil des Dorfes
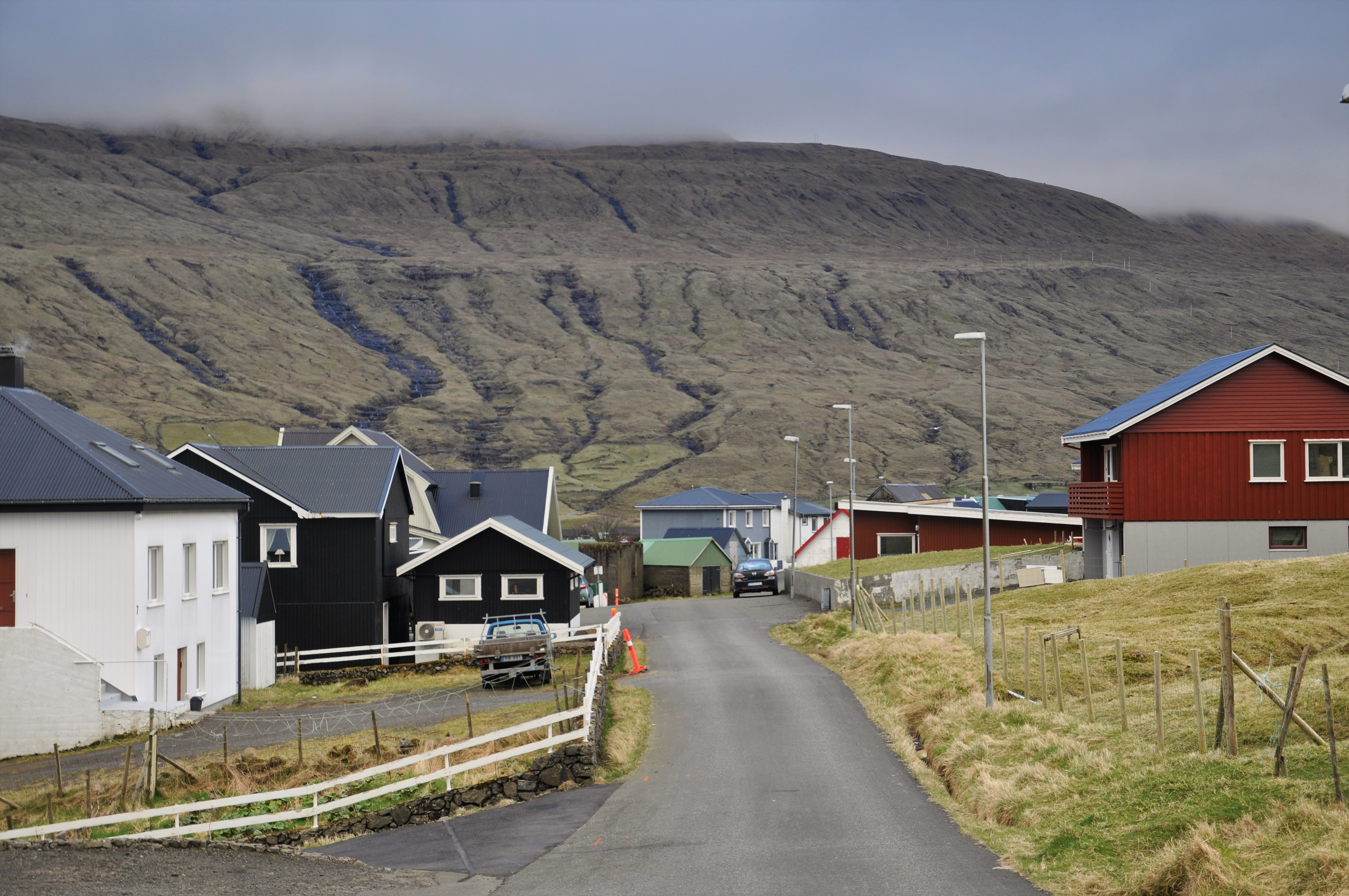
Straße in Streymnes
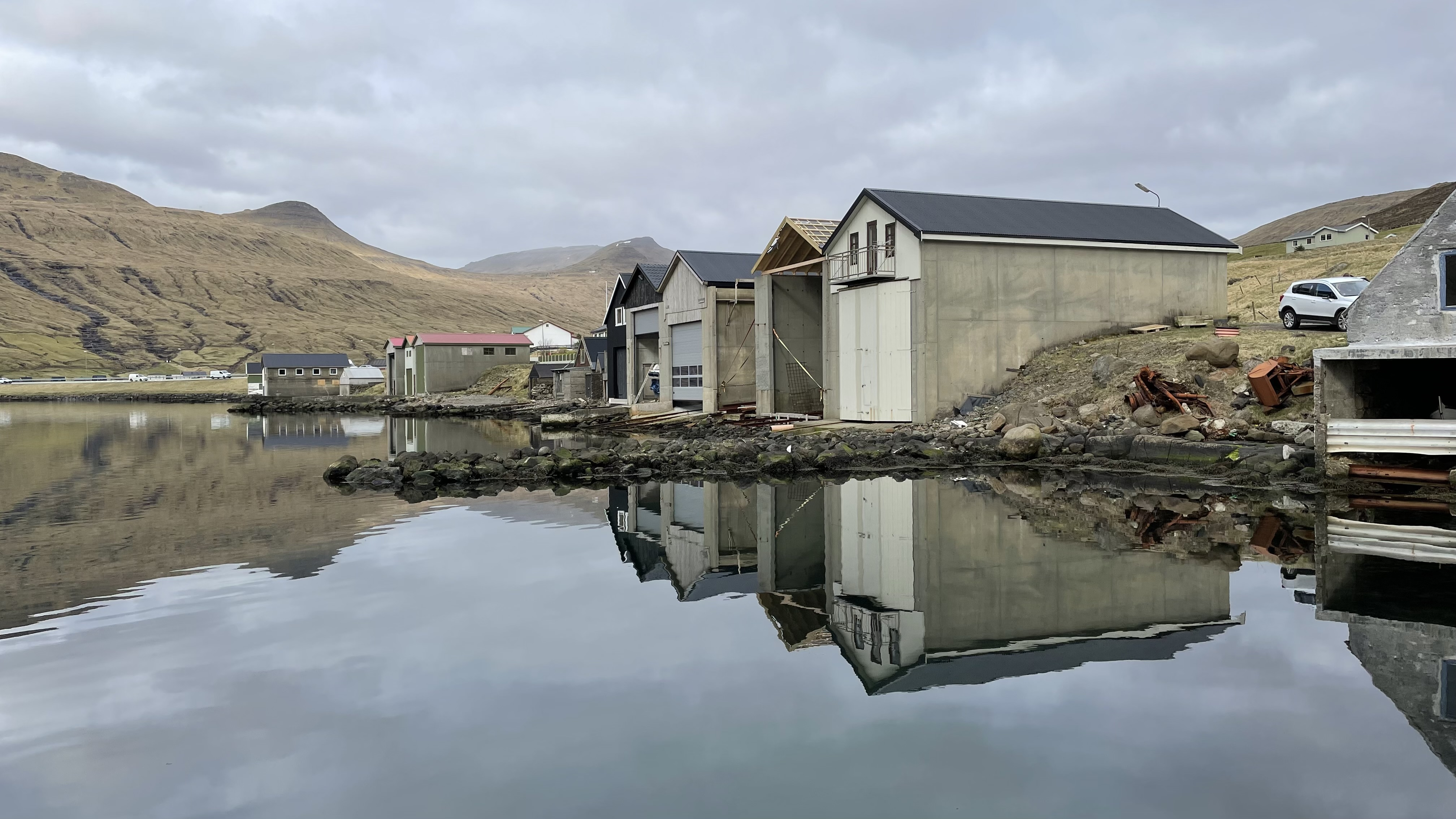
Bootshäuser am Hafen
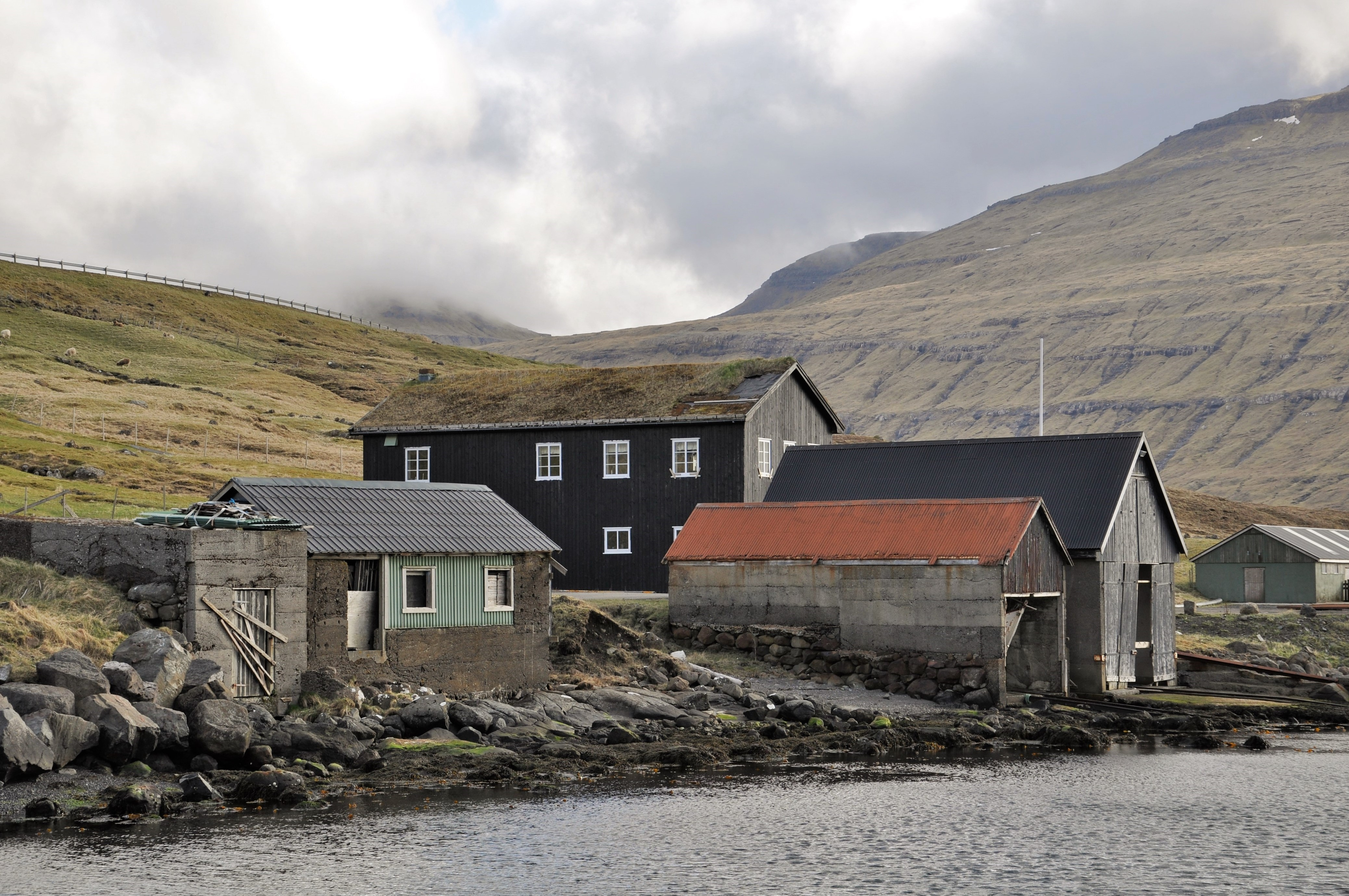
Szene an der Sundini Küste